# Собор святих Станіслава і Вацлава (Свідниця)

Собор святих Станіслава і Вацлава в Свідниці — готична церква, спочатку парафія, з 2004 року кафедральний собор Свідницької єпархії. Він розташований на площі Івана Павла II, в південно-східній частині середньовічного міста. Один з найважливіших пам'яток міста [2] . Постановою президента Анджея Дуди від 15 березня 2017 року собор був включений до списку пам'яток історії [3] [4] .
Одна з найбільших церков Нижньої Сілезії . Башта 103 м [5] [6] в даний час є найвищою в усій Сілезії і п'ятою за величиною в Польщі (після базиліки в Лішені , собору Щецина , базиліки Ченстохови в Ченстохові і архікатедри Лодзі). Це єдиний собор у Польщі без стійки собору. Крім того, святиня ще не була змінена на обряд священницького рукоположення (у 2004-2018 рр. В головному нефе проводилися священики і дияконства).

## Історія
Церква була побудована в чотирнадцятому столітті, за наказом князя Болека II Свідницького , після пожежі колишньої дерев'яної церкви, що стояла на цьому місці. Початок будівництва будівлі визначається в 1330 році, і легенда свідчить, що сам князь заклав перший камінь для будівництва. У 1400-1410 рр. Церква була розширена, а в 1546 р. Реконструкція була завершена після пожежі 1532 року.
У 1561-1629 роках церкву використовували євангелісти , а в 1662 році патронат над храмом захопили єзуїти , які на рубежі XVII і XVIII століть зробили інтер'єр бароко.
Після секуляризації ордену єзуїтів церква була в 1757-1772 роках, за згодою прусських властей, перетворена на зерновий склад. Відновлений в 1893-1895 роках, він втратив багато оригінальних архітектурних елементів.
25 березня 2004 року, на підтримку Тоту Тууса Poloniae Populus Papa Іоанна Павла II , заснування єпархії Свідниця , вул. Святий Станіслав і Вацлав стали собором Свідницької єпархії .
Ректором собору є священик прелат Пйотр Елівка [7] .

## Архітектура
Церква в стилі пізньої готики, орієнтованих , трехнефная базиліка . Над західним фасадом домінує башта, видима з відстані. Він має 5 поверхів. На останньому, що переходить у восьмикутник, на кутах встановлюються колони, на яких стоїть статуї св. Станіслав і Вацлав, Марія, свята Ядвіга Сілезька, Сент. Петра і Павла , св. Іоанн Хреститель і святий. Іван Євангеліст.
На західному фасаді розташовані 4 портали зі скульптурами з піщанику , у тому числі скульптури: Божа Мати з Дитиною , Дванадцять апостолів, які спали в Огрожці, а також св. Stanisława та św. Wacław (1427). По обидві сторони порталів видно символи чотирьох євангелістів - після північного: орла (святого Іоанна) і лева (св. Марка), південного: бика (святого Луки) і ангела (святого Матвія).
Заслуговує на увагу пізня готична скульптура св. Анна Самотрозької, яка розташована між північним порталом і центральним західним фасадом.

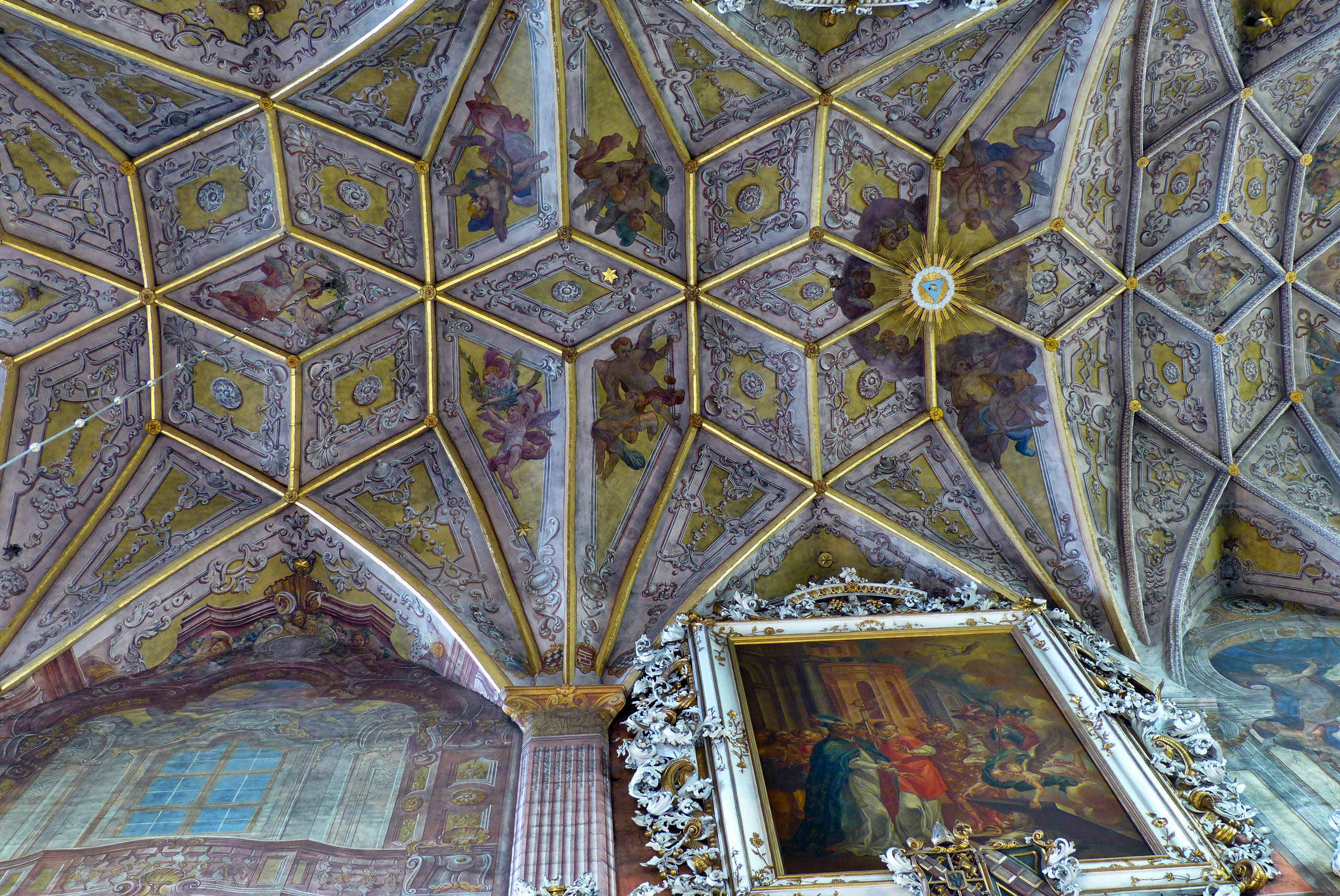
Склепіння собору

Інтер'єр вражає, перш за все, величезністю будівлі. Сама головна нефа має довжину 71 м, ширину 10 м і висоту 25 м. Загальна ширина трьох нефах становить 27 м. До бічних проходах в різні періоди було додано 6 каплиць . Під пресвітерією розташована цікава дванадцятикутна каплиця, що нагадує крипту, яка не зустрічається в готичних церквах. Це призводить до чіткого піднесення пресвітерії і головного вівтаря над рівнем церкви. Його горизонтальна проєкція близька до еліпса . Зоряний склеп підтримується на круглому стовпі, в якому всі ребра концентруються колективно, Цікавими тут є основи і дужки - "слуги", що підтримують кінець стінки ребер.
У нішах колон в головному нефі - скульптури на рубежі XVII-XVIII століть, що зображують святих (наприклад, Іоанна Хрестителя, Миколи та Вольфганга). На стінах нави є картини з нафти XVII століття, намальовані на полотні.

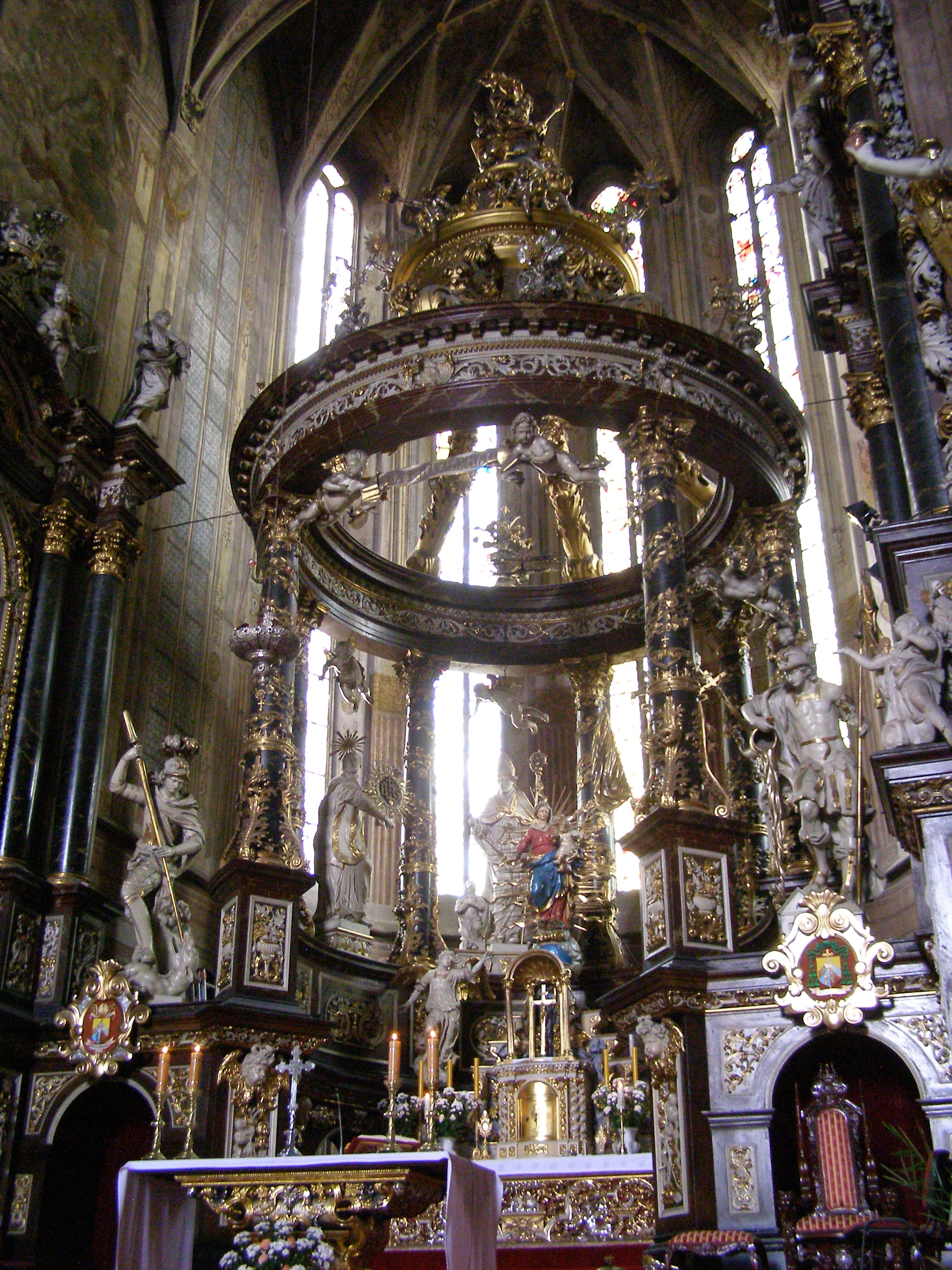
Головний вівтар

Оригінальний готичний інтер'єр був зруйнований пожежею в 1532 році. У 1644-1776 рр. Церква перебувала в розпорядженні єзуїтів, які перебудували його в стилі бароко на рубежі XVII і XVIII ст., Більшість скульптур і вівтарів виготовляв Ян Рідель . Головним його вівтарем є його видатна робота, головна сцена з зображенням Божої Матері з немовлям, оточена святими, розміщена під навісом, що підтримується сімома колонами.
У лівій частині нави є історичний амвон, скульптурний у 1698 році Яном Рідель.
На стіні собору знаходиться піщана епітафія Мартіна Фрюафа, останнього католицького пастора до Реформації (після його смерті євангеліки використовували храм до 1629 року). У середині барельєф зображує парафіяльного священика, що стоїть на колінах перед величчю Святої Трійці, представленої у вигляді, що називається престолом благодаті . У нижній частині епітафії несе напис на латинській мові з зазначенням , що священик помер у віці 99 років 3 місяці і 6 днів.
Перед входом до ризниці був поміщений надгробний пам'ятник парафіяльного священика Свідниці Х'ю Симона, який помер у 1897 році. Напис Voluit Quiescit (Він хотів відпочити) говорить, що хотів бути похований у цьому місці. Він знав польську мову і був капеланом Познанського полку, в якому служили поляки.
Великий орган прикрашений "Небесним оркестром", скульптурним Єжи Леонардом Вебером (1704-1710); Його робота також є вівтарем у каплиці Богоматері у Свідниці, де є чудовий образ Марії з XV століття, а також статуї меценатів на консолях міжнародних стовпів.
Серед збережених елементів середньовічної техніки найціннішим є готичний поліптих з 1492 р. Зі сценою Успення Пресвятої Богородиці в капелі, відомої як хор міщан (копія вівтаря Маріацка); цей вівтар, ймовірно, зробив студент Вейт Стосс .
Всередині, є також Pieta з дуже реалістичною формою з навколо 1420.
У дворі церкви стоїть колона святого. Флоріана з 1684.
Ciekawostki
Розмовно кажучи, до створення єпархії його називали собором. Церква входила до групи «10 перлин Нижньої Сілезії» (у конкурсі «Perły Dolnego ląska» з порталу Naszemiasto.pl).

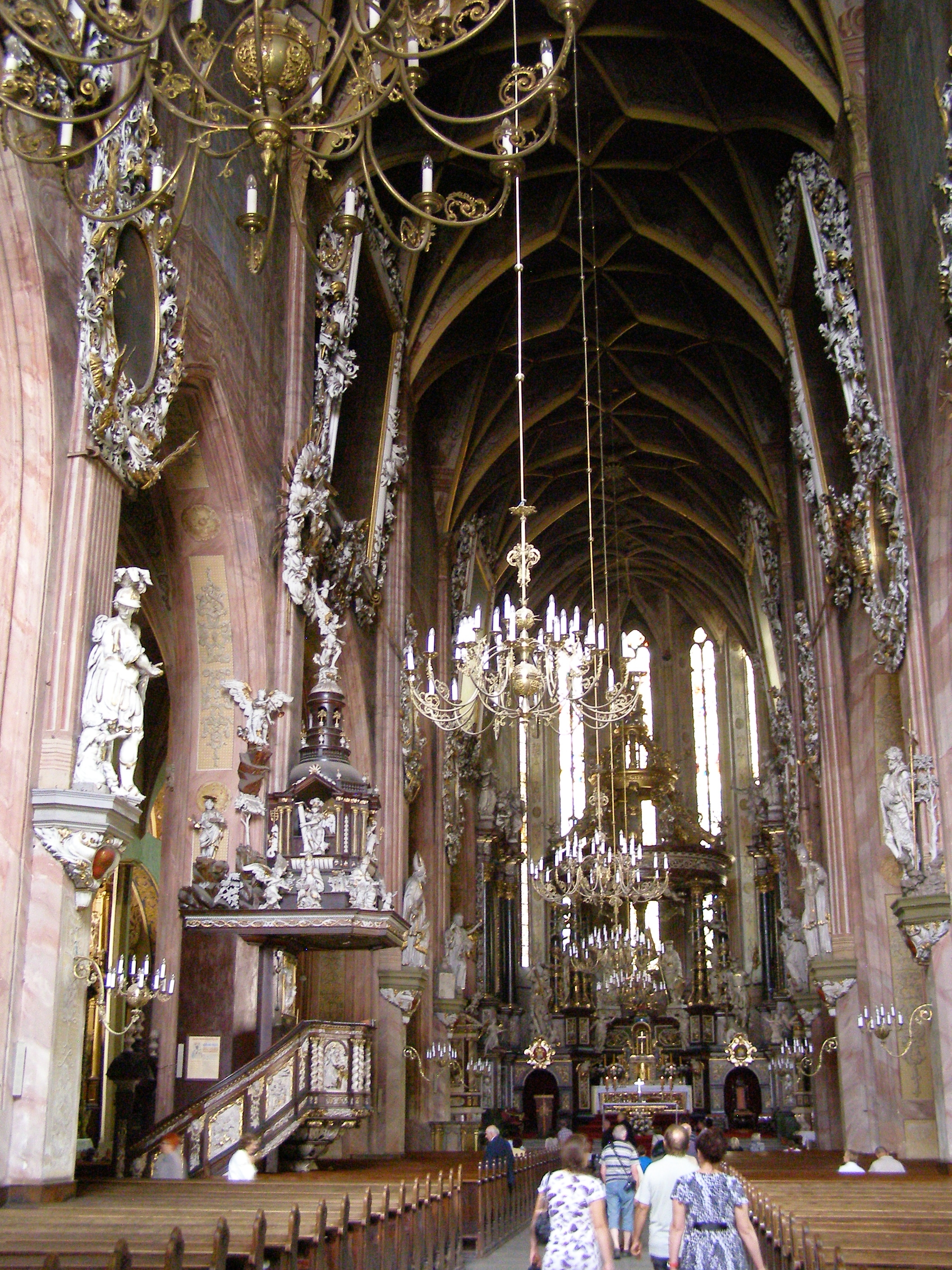
Собор всередині